# Hypotrachyna monticola
Hypotrachyna monticola är en lavart som beskrevs av Louwhoff & Elix. Hypotrachyna monticola ingår i släktet Hypotrachyna och familjen Parmeliaceae.   Inga underarter finns listade i Catalogue of Life.